# Ashford (Kent)
Ashford je město a civilní farnost nacházející se v hrabství Kent, v jihovýchodní části Anglie. Leží přibližně 90 kilometrů jihovýchodně od Londýna a je významným dopravním uzlem, zejména díky napojení na vysokorychlostní železniční trať High Speed 1, která spojuje Londýn s Eurotunelem a dále s kontinentální Evropou.

## Historie
První zmínky o Ashfordu pocházejí z 9. století. Název města pochází ze staroanglického æscet (jasan) a ford (brod). Ve středověku byl Ashford znám jako tržní město a jeho poloha mezi Londýnem a Doverem přispěla k jeho rozvoji.

## Obyvatelstvo
Podle údajů z roku 2021 má Ashford přibližně 83 000 obyvatel. Díky rozvoji dopravní infrastruktury a blízkosti k Londýnu město zažívá rychlý růst, což z něj činí jedno z nejrychleji rostoucích měst v jihovýchodní Anglii.

## Doprava
Ashford je významným železničním uzlem. Stanice Ashford International nabízí přímé vysokorychlostní spojení s Londýnem (St Pancras) a vlaky do dalších měst v jižní Anglii, jako je Ramsgate či Eastbourne. Do roku 2020 existovalo spojení s městy na kontinentě, jako jsou Paříž, Brusel nebo Amsterdam. Eurostar kvůli pandemii covidu a brexitu přestal v Ashfordu dočasně zastavovat.
Městem prochází také dálnice M20, která spojuje Londýn s přístavem Dover.

## Ekonomika
Město má rozmanitou ekonomiku s důrazem na služby, maloobchod a logistiku. V posledních desetiletích se Ashford stal centrem pro maloobchodní řetězce a vývoj rezidenčních i komerčních projektů. Turismus hraje roli díky blízkosti historických památek a krásné krajiny Kentu.

## Kultura a pamětihodnosti
Ashford nabízí několik kulturních a historických zajímavostí, jako je Godinton House, elegantní venkovské sídlo s rozlehlými zahradami, nebo St Mary the Virgin Church, gotický kostel z 13. století. Ve městě se nachází také moderní kulturní centrum Revelation Ashford, které hostí koncerty, výstavy a další kulturní akce.

## Partnerská města
- Bad Münstereifel, Německo (1964)[3]
- Fougères, Francie (1984)[3]
- Hopewell (Virginie), Spojené státy americké (1999)[3]